# Renato Dionisi
Renato Dionisi (Italia, 21 de noviembre de 1947) fue un atleta italiano especializado en la prueba de salto con pértiga, en la que consiguió ser medallista de bronce europeo en 1971.

## Carrera deportiva
En el Campeonato Europeo de Atletismo de 1971 ganó la medalla de bronce en el salto con pértiga, saltando por encima de 5.30 metros, siendo superado por el alemán Wolfgang Nordwig que con 5.35 m batió el récord de los campeonatos, y por el sueco Kjell Isaksson (plata también con 5.30 m pero en menos intentos).